# Vertrag von Qasr-e Schirin
Der Vertrag von Qasr-e Schirin (auch Vertrag von Zuhab genannt) wurde am 17. Mai 1639 zwischen den Safawiden und den Osmanen unterzeichnet. Er bildet bis auf wenige Details die Grenze zwischen Iran und den Nachfolgestaaten des osmanischen Reiches Türkei und Irak, die heutigen Grenzen der Türkei zu Iran und zum Irak. Der Vertrag beendete 150 Jahre sporadischer Kriege zwischen den beiden Staaten über territoriale Konflikte.
In diesem langen Kräfteringen konnte der osmanische Sultan Murad IV. große Gebiete des Safawidenreiches erobern. Darunter waren Jerewan, Täbris und 1638 Bagdad. Daraufhin wurde dann ein Vertrag zwischen Murad IV. und Safi I. ausgehandelt. Qasr-e Schirin liegt in der heutigen iranischen Provinz Kermanschah.
Der Vertrag sprach Jerewan im südlichen Kaukasus Iran zu, während ganz Mesopotamien inklusive Bagdad an die Osmanen fiel. Trotzdem endeten die Grenzstreitigkeiten zwischen Iran und dem Osmanischen Reich nicht. Zwischen 1555 und 1918 wurden nicht weniger als 18 Verträge über Grenzkonflikte abgeschlossen. Die genaue Demarkation der Grenze gemäß diesem Vertrages erfolgte erst im 19. Jahrhundert. Neben einzelne Landmarken nahm der Vertrag die Grenzziehung durch die Bezeichnung von Gebieten vor, die zwischen den Reichen lagen.